# Quarteto Fantástico (revista em quadrinhos)
Quarteto Fantástico são os títulos de várias publicações brasileiras de histórias em quadrinhos protagonizadas pelo grupo homônimo, cujo conteúdo são aventuras produzidas pela editora estadunidense Marvel Comics. A mais recente é da Editora Panini. Diferente das edições americanas, que são todas publicadas individualmente, é costume no Brasil lançar as séries nos chamados "mix", contendo diversos conteúdos originais em cada edição nacional. 

## EBAL
A EBAL inicia o primeiro título solo (eles haviam estreado no Brasil em Super X - 5ª Série - n° 12  da própria EBAL[carece de fontes?] em janeiro de 1968) do grupo como uma série da revista mensal chamada "Estréia" lançada em janeiro de 1970 e cujo último número foi em novembro de 1971, totalizando 21 publicações.[carece de fontes?] As aventuras do grupo voltariam a ser publicadas pela editora como complemento da revista do Homem-Aranha, cujo titulo foi mantido até 1975.

## GEA
O grupo teve rápida passagem pela GEA (Grupo de Editores Associados) em 1972,[carece de fontes?] com apenas três números publicados em revista própria.

## Bloch
O grupo foi publicado pela Editora Bloch na revista O Tocha Humana, revista inicialmente protagonizada pelos dois personagens que usavam o nome de Tocha Humana, Johnny Storm e o Tocha Humana Original (matérial da Timely Comics). Em função das condições negociadas com a Marvel, a Bloch reproduziu as mesmas capas e histórias de uma série do Tocha Humana lançada originariamente em 1974 nos Estados Unidos e que trazia material republicado dos dois heróis. Quando a revista americana parou de circular após um curto período, a Bloch utilizou o título brasileiro para republicar as histórias da revista do Quarteto Fantástico (as mesmas publicadas pela Ebal em preto e branco, na década de 1960).

## RGE
A RGE lançou o grupo como "Os Quatro Fantástico" (nome brasileiro do desenho animado baseado no grupo feito pela Hanna Barbera em 1977). A revista publicada entre abril de 1979 e outubro de 1980 totalizou 14 números.[carece de fontes?]